# Tratado de Altranstädt (1706)
El Tratado de Altranstädt se concluyó entre Carlos XII de Suecia y Federico Augusto I de Sajonia el 13 de octubre de 1706, durante la Gran Guerra del Norte. Augusto tuvo que renunciar a sus reclamaciones al trono polaco y su alianza con Rusia.

## Trasfondo
En beneficio de Carlos XII de Suecia, que había ocupado gran parte de la República de las Dos Naciones durante la Gran Guerra del Norte, Estanislao I Leszczynski fue coronado rey de Polonia el 4 de octubre de 1705. Una facción de la confederación, organizada en la Confederación de Sandomierz, permaneció leal al elector de Sajonia Augusto II de Polonia, rey polaco desde 1697 y aliado, contra Carlos XII, con el zarato ruso Pedro I de Rusia.
Un intento aliado de recobrar el control de Polonia-Lituania, fue frustrado por Carlos XII en la batalla de Grodno y por el mariscal sueco Rehnskiöld en la batalla de Fraustadt, ambas durante los primeros meses de 1706. Como consecuencia de Fraustadt, el Electorado de Sajonia quedó virtualmente indefenso, y cuando Carlos XII combinó sus fuerzas con Carl Gustaf Rehnskiöld, avanzando a través de Silesia para ocuparlo, no encontró ninguna resistencia.

## Términos

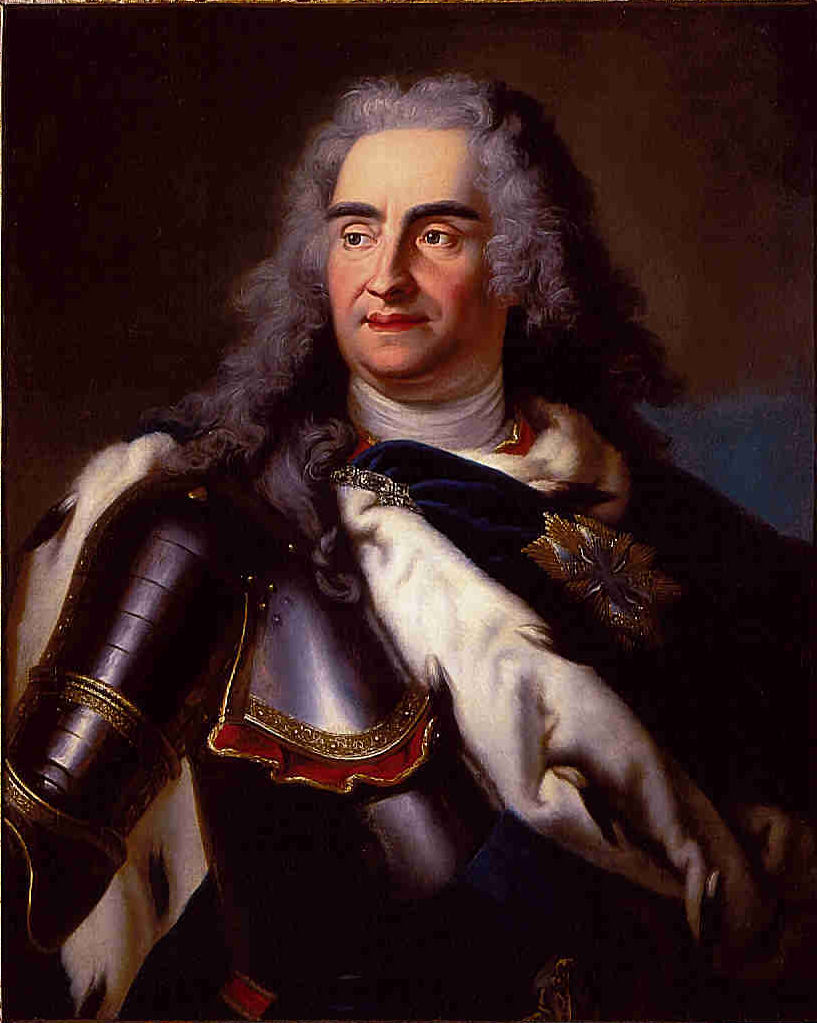
Augusto II de Polonia.

Augusto II de Polonia hizo la paz con el Imperio sueco. Renunció a sus reclamaciones a la Corona polaca y aceptó a Estanislao I Leszczynski como rey polaco.
La alianza de Augusto con Rusia, formalizada en el Tratado de Preobrazhenskoye y en el Tratado de Narva, se declaró nula. Todos los rusos bajo el mando de Augusto fueron entregados a los suecos como presos. Johann Patkul fue declarado criminal y, del mismo modo, fue llevado bajo custodia sueca. El tratado fue concluido el secreto.

## Consecuencias
Johann Patkul fue ejecutado. Cuando Pedro I de Rusia conoció el tratado, se sintió decepcionado. Sus diplomáticos, sin embargo conscientes de la posibilidad de una paz separada entre Sajonia y Suecia, de hecho llevaban negociando una paz separada para Rusia desde 1703, habían sido incapaces de intervenir. Además, Pedro había considerado a Augusto no únicamente como un aliado, sino como un amigo de confianza. Con Augusto destronado,  Pedro ofreció, el todavía para ser conquistado trono polaco, al príncipe rebelde húngaro Francisco II Rákóczi, al general británico John Churchill, I duque de Marlborough, al polaco Jacobo Sobieski, al comandante al servicio de los Habsburgo Eugenio de Saboya, y a otros.
En la Mancomunidad polaco-lituana, el tratado había mejorado la posición de Estanislau Leszczyński. Posteriormente ganó la lealtad de parte de la aristocracia menor. Augusto fue restaurado como rey polaco y se rehízo la alianza con Rusia en el Tratado de Thorn (1709), gracias a la victoria de Pedro I de Rusia sobre Carlos XII de Suecia en la batalla de Poltava.